# Mariano Martínez
Mariano Martínez (Burgos, 20 september 1948) is een Frans voormalig wielrenner.

## Loopbaan
Martinez werd geboren in Spanje, maar in 1963 genaturaliseerd tot Fransman. Hij werd als wielrenner ontdekt door ploegleider Jean de Gribaldy en was profwielrenner van 1971 tot 1982. Hij nam tien keer deel aan de Ronde van Frankrijk. Martínez werd in 1972 zesde in het eindklassement, in 1974 achtste en in 1978 tiende. In 1978 won hij het bergklassement en in 1978 en 1980 won hij een etappe in de rondewedstrijd.
In 1974 won Martinez een bronzen medaille op het wereldkampioenschap wielrennen op de weg in Montreal.
Martinez is de vader van wielrenners Miguel Martinez, wereld- en olympisch kampioen mountainbike in 2000, en Yannick Martinez. Zijn broer Martin Martínez was eveneens wielrenner.
Hij is de grootvader van Lenny Martinez.

## Belangrijkste overwinningen
1970
- Eindklassement Tour Nivernais Morvan

1974
- 4e etappe Grand Prix du Midi Libre
- Wereldkampioenschap wielrennen op de weg

1977
- 5e etappe Ster van Bessèges

1978
- 1e etappe Ronde van de Sarthe
- 4e etappe Ronde van de Limousin
- 11e etappe Ronde van Frankrijk
- Bergklassement Ronde van Frankrijk

1980
- 3e etappe deel A Ronde van de Limousin
- 17e etappe Ronde van Frankrijk

1981
- 2e etappe Grand Prix du Midi Libre

## Resultaten in voornaamste wedstrijden
| Jaar | Ronde van Italië | Ronde van Frankrijk | Ronde van Spanje |
| ---- | ---------------- | ------------------- | ---------------- |
| 1971 |                  | 31e                 |                  |
| 1972 |                  | 6e                  |                  |
| 1973 |                  | 12e                 |                  |
| 1974 |                  | 8e                  |                  |
| 1975 |                  | 14e                 |                  |
| 1976 |                  | 42e                 |                  |
| 1977 | 27e              |                     | 41e              |
| 1978 |                  | 10e (1)             |                  |
| 1979 |                  | 16e                 |                  |
| 1980 |                  | 32e (1)             |                  |
| 1981 |                  | 15e                 |                  |

| Jaar | Milaan-San Remo | Luik-Bast.‑Luik | Rund um den Henninger-Turm | Waalse Pijl |  | WK op de weg |  | Wereldranglijsten |
| ---- | --------------- | --------------- | -------------------------- | ----------- |  | ------------ |  | ----------------- |
| 1971 |                 |                 |                            |             |  |              |  |                   |
| 1972 |                 |                 |                            |             |  |              |  | 21e (SPP)         |
| 1973 |                 |                 |                            |             |  |              |  |                   |
| 1974 |                 | 29e             |                            |             |  | ↑            |  | 18e (SPP)         |
| 1975 | 20e             | 37e             |                            | 44e         |  |              |  |                   |
| 1976 |                 |                 | 10e                        |             |  |              |  |                   |
| 1977 |                 |                 |                            |             |  |              |  |                   |
| 1978 |                 |                 |                            |             |  |              |  | 18e (SPP)         |
| 1979 |                 |                 |                            |             |  |              |  |                   |
| 1980 |                 |                 | 9e                         |             |  |              |  |                   |
| 1981 |                 |                 |                            |             |  |              |  |                   |